# Tozzia alpina
La tozzia (nome scientifico Tozzia alpina L., 1753)  è una pianta erbacea dai fiori gialli, appartenente alla famiglia delle Orobanchaceae. È anche l'unica specie del genere Tozzia L., 1753.

## Etimologia
Il nome generico (tozzia) le è stato attribuito dal botanico fiorentino Pier Antonio Micheli che così volle tributare un omaggio al suo maestro Bruno Tozzi, mentre L'epiteto specifico (alpina) fa riferimento all'habitat tipico per questa specie.
Il binomio scientifico della pianta di questa voce è stato proposto da Carl von Linné (1707 – 1778) biologo e scrittore svedese, considerato il padre della moderna classificazione scientifica degli organismi viventi, nella pubblicazione "Species Plantarum - 2: 607" del 1753. Il nome del genere è stato definito sempre da Carl von Linné nella stessa pubblicazione.

## Descrizione

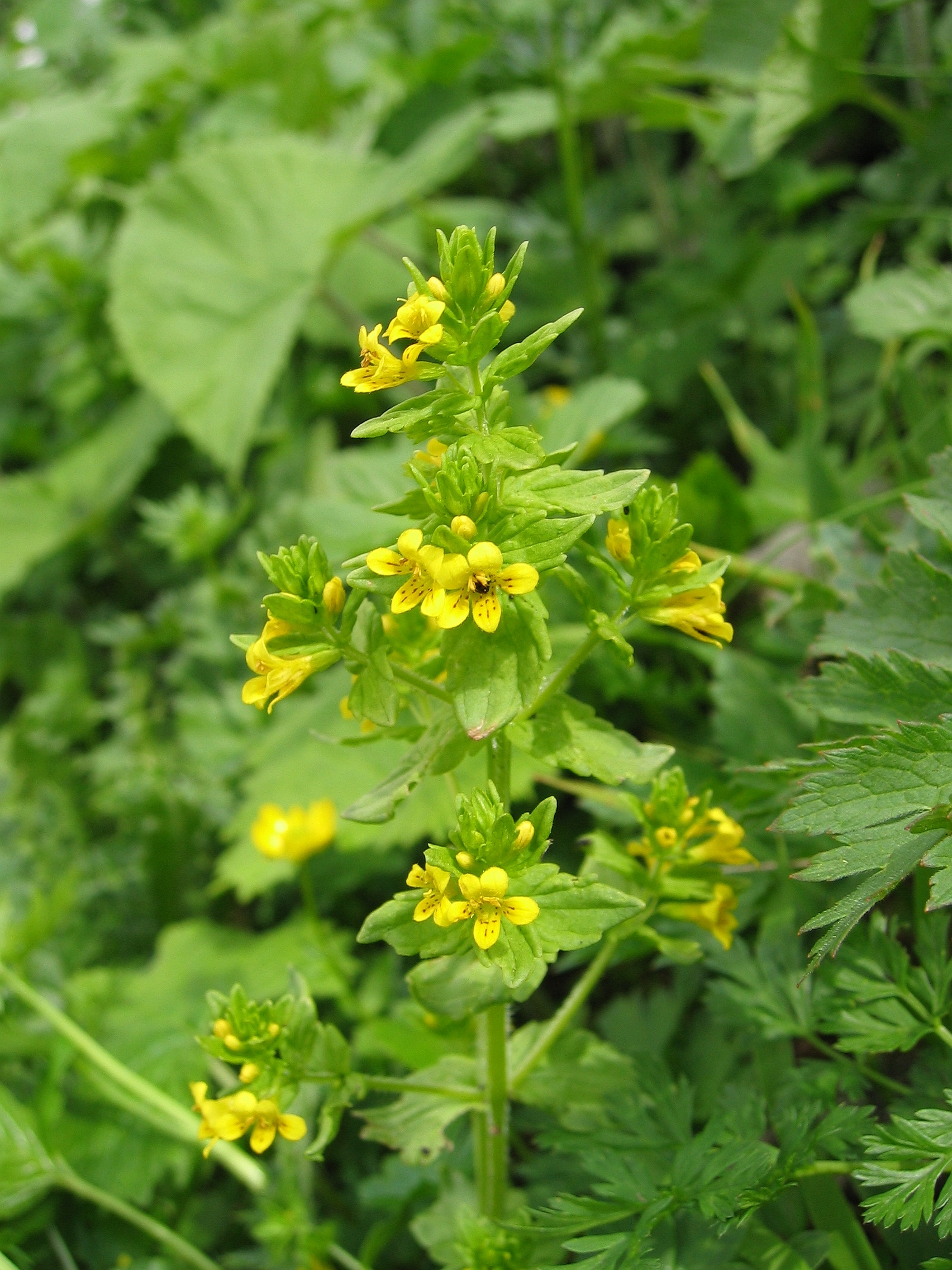
Il portamento

L'altezza media di queste piante varia da 15 a 40 cm. La forma biologica è emicriptofita scaposa (H scap), ossia in generale sono piante erbacee, a ciclo biologico perenne, con gemme svernanti al livello del suolo e protette dalla lettiera o dalla neve e sono dotate di un asse fiorale eretto e spesso privo di foglie. Sono inoltre piante semiparassite (ossia contengono ancora clorofilla) e sono provviste di uno o più austori connessi alle radici ospiti per ricavare sostanze nutritive.

### Radici
Le radici sono tipo fittone.

### Fusto
La parte aerea del fusto è debole e prostrata; la sezione è quadrangolare; nella parte apicale sono presenti delle linee di peli riflessi; nella parte basale sono presenti delle squame carnose e addensate. I rami sono ascendenti.

### Foglie
Le foglie lungo il caule sono disposte in modo opposto; hanno la lamina intera a forma ovale con i bordi provvisti di profondi denti. Dimensione delle foglie: larghezza 5 – 11 mm; lunghezza 8 – 19 mm. 

### Infiorescenza

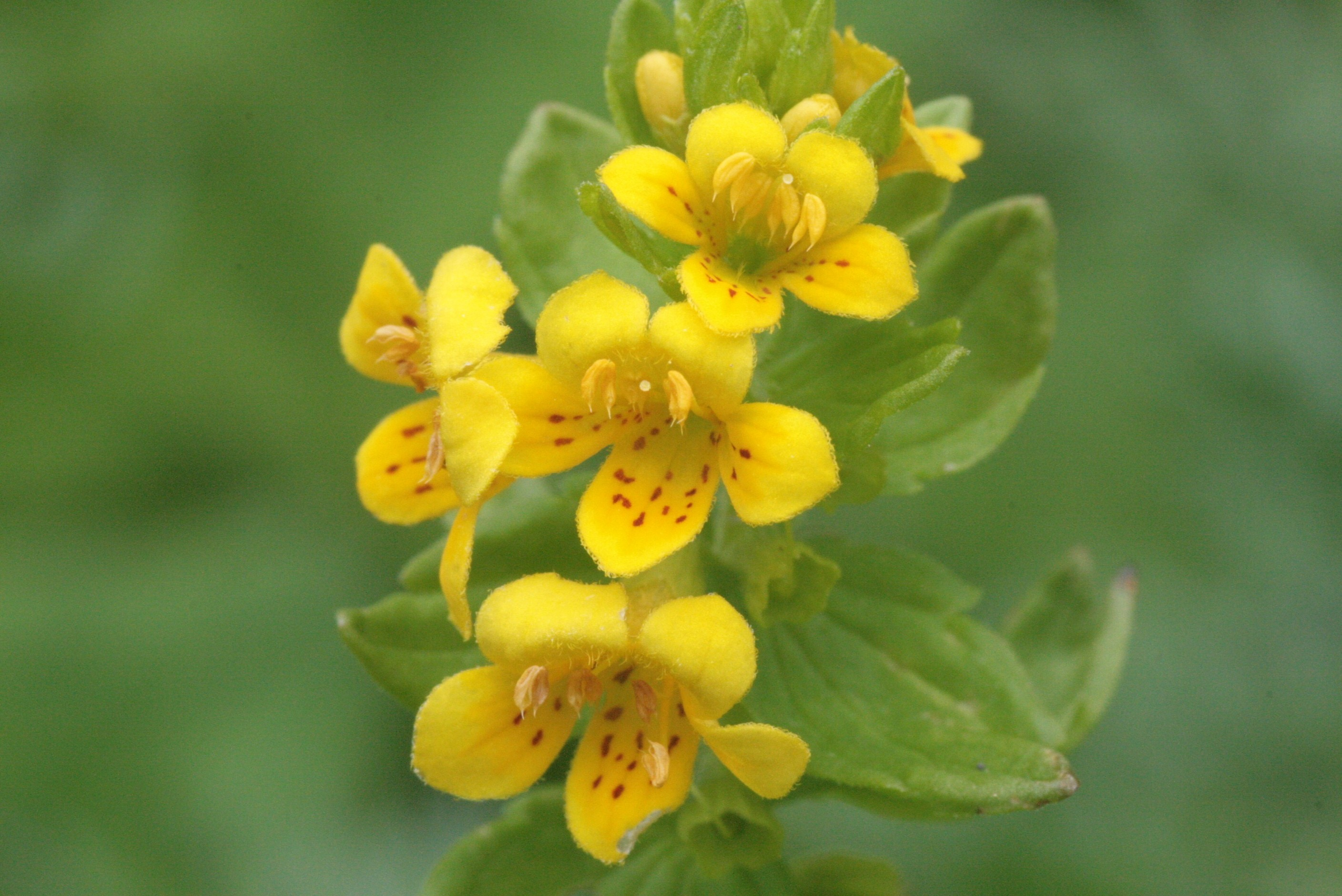
Infiorescenza

L'infiorescenza si presenta come un racemo con i fiori peduncolati posizionati all'ascella delle foglie superiori; i fiori possono essere anche solitari. I peduncoli sono filiformi e lunghi 3 – 6 mm.

### Fiore
I fiori sono ermafroditi, zigomorfi (del tipo bilabiato), tetrameri, ossia con quattro verticilli (calice – corolla - androceo – gineceo) e pentameri (la corolla è a 5 parti). Lunghezza totale del fiore: 5 – 10 mm.
- Formula fiorale: per questa pianta viene indicata la seguente formula fiorale:

X, K (4), [C (2+3), A 2+2], G (2), (supero), capsula
- Calice: il calice è gamosepalo, a cinque parti terminanti con dei denti; il calice ha una forma ovale allargata. Dimensione del calice: 2 - 4,5 mm.
- Corolla: la corolla è simpetala, di colore giallo chiaro, e consiste in un tubo cilindrico terminante in un lembo bilabiato; dei due labbri quello inferiore è trilobato con internamente delle macchie purpuree, mentre quello superiore è bilobato. La corolla è priva di sperone. Dimensione della corolla : 9 – 12 mm.
- Androceo: l'androceo possiede quattro stami didinami (due grandi e due piccoli). Le antere sono disposte trasversalmente e sono provviste di due logge più o meno uguali. Le sacche polliniche hanno l'estremità inferiore a forma di freccia.[10]
- Gineceo: l'ovario è supero formato da due carpelli (è quindi biloculare, derivato dai due carpelli iniziali), ma con pochi ovuli); lo stilo è del tipo filiforme; lo stigma è capitato del tipo bilobo.
- Fioritura: da (maggio) giugno a luglio.

### Frutti
Il frutto è contenuto nel calice (persistente) ed ha la struttura di una capsula a deiscenza per aborto. Nel suo interno è contenuto 1 seme.

## Riproduzione
- Impollinazione: l'impollinazione avviene tramite insetti (impollinazione entomogama).
- Riproduzione: la fecondazione avviene fondamentalmente tramite l'impollinazione dei fiori (vedi sopra).
- Dispersione: i semi cadendo a terra sono successivamente dispersi soprattutto da insetti tipo formiche (disseminazione mirmecoria).

In queste piante il semiparassitismo è tale per cui anche i semi per germogliare hanno bisogno della presenza delle radici della pianta ospite; altrimenti le giovani piantine sono destinate ad una precoce degenerazione.

## Distribuzione e habitat

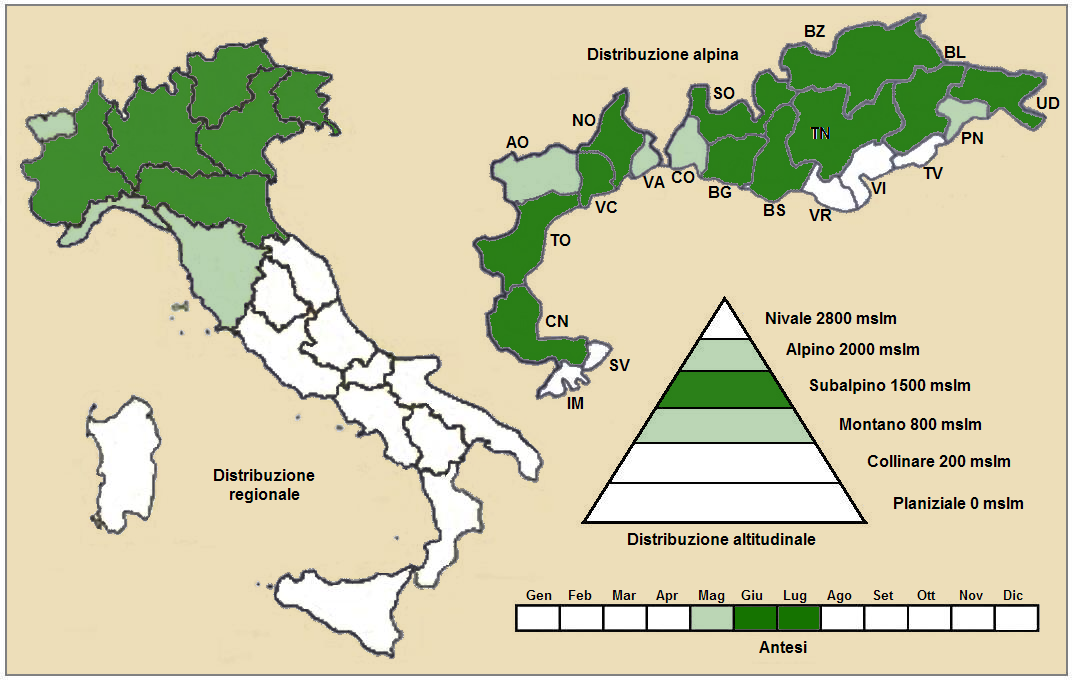
Distribuzione della pianta
(Distribuzione regionale – Distribuzione alpina)

- Geoelemento: il tipo corologico (area di origine) è Orofita - Sud Europeo.
- Distribuzione: in Italia è rara ed è presente al Nord. Nelle Alpi è più o meno presente ovunque (sia in Italia che all'estero). Sugli altri rilievi europei collegati alle Alpi si trova nella Massiccio del Giura, Massiccio Centrale, Pirenei, Monti Balcani e Carpazi.[13] In Europa la distribuzione di questa pianta è centro-meridionale.[1]
- Habitat: l'habitat tipico per questa pianta sono le radure, i cespuglieti sub-alpini, le vicinanze ai ruscelli e alle sorgenti; ma anche le lande e i popolamenti a lavanda, e le boscaglie (ontaneti e saliceti). Il substrato preferito è calcareo con pH basico, alti valori nutrizionali del terreno che deve essere umido.[13]
- Distribuzione altitudinale: sui rilievi queste piante si possono trovare da 1200 fino a 2100 m s.l.m.; frequentano quindi i seguenti piani vegetazionali: subalpino e in parte quello montano e quello alpino.

### Fitosociologia
Dal punto di vista fitosociologico la specie di questa scheda appartiene alla seguente comunità vegetale:
Formazione : comunità delle macro- e delle megaforbie terrestri;
Classe : Mulgedio-Aconitetea;
Ordine : Calamgrostietalia villosae;
Alleanza : Adenostylion.

## Tassonomia
La famiglia di appartenenza della specie (Orobanchaceae) comprende soprattutto piante erbacee perenni e annuali semiparassite (ossia contengono ancora clorofilla a parte qualche genere completamente parassita) con uno o più austori connessi alle radici ospiti. È una famiglia abbastanza numerosa con circa 60 - 90 generi e oltre 1700 - 2000 specie (il numero dei generi e delle specie dipende dai vari metodi di classificazione) distribuiti in tutti i continenti.
Per questa pianta sono riconosciute le seguenti sottospecie:
- Tozzia alpina L. subsp. alpina - Distribuzione: Europa meridionale dalla Spagna alla Penisola Balcanica.
- Tozzia alpina subsp. carpathica (Wolł.) Pawlł., 1948 - Distribuzione: Europa centro-meridionale.

Alcune checklist per questa specie riconoscono un altro binomio scientifico: Tozzia carpathica Woloszack Altri Autori considerano le due specie T. alpina e T. carpathica come distinte in quanto la loro distribuzione geografica è disgiunta: T. carpathica è distribuita nei Carpazi e tra le montagne dei Balcani meridionali, mentre T. alpina ha il suo areale dai Pirenei alla parte occidentale della ex Jugoslavia.
Il numero cromosomico di T. alpina è: 2n = 20.

### Filogenesi

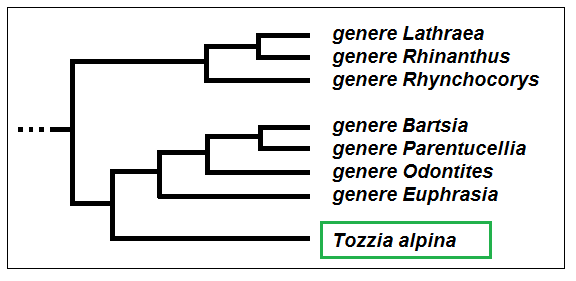
Cladogramma del genere

La classificazione tassonomica della Tozzia alpina è in via di definizione in quanto fino a poco tempo fa il suo genere apparteneva alla famiglia delle Scrophulariaceae (secondo la classificazione ormai classica di Cronquist), mentre ora con i nuovi sistemi di classificazione filogenetica (classificazione APG) è stata assegnata alla famiglia delle Orobanchaceae; anche i livelli superiori sono cambiati (vedi box tassonomico in alto a destra).
Secondo una recente ricerca di tipo filogenetico la famiglia Orobanchaceae è composta da 6 cladi principali nidificati uno all'interno dell'altro. Il genere Tozzia si trova nel penultimo clade più interno (relativo alla tribù Rhinantheae) insieme ai generi Bartsia, Lathraea, Parentucellia, Rhynchocorys, Odontites, Euphrasia, Rhinanthus e Melampyrum. In particolare nella ricerca citata è risultato che Tozzia è “gruppo fratello” del gruppo composto dalle specie dei generi Bartsia,  Parentucellia, Odontites e Euphrasia. Studi ancora più recenti (2013) posizionano Tozzia alpina all'interno del gruppo precedente con Euphrasia in posizione “gruppo fratello” del gruppo stesso.
Il cladogramma a lato, tratto dallo studio citato e semplificato, mostra l'attuale conoscenza della posizione filogenetica del genere Tozzia.

## Altre notizie
La tozzia alpina in altre lingue è chiamata nei seguenti modi:
- (DE)  Alpenrachen
- (FR)  Tozzie des Alpes
- (EN)  Yellow-rattle